# Herbert Eustis Winlock
Pour les articles homonymes, voir Eustis.
Herbert Eustis Winlock (né le 1er février 1884, à Washington ; mort le 26 janvier 1950 à Venice en Floride) est l'un des plus grands égyptologues américain de son époque. Il participa à de nombreuses campagnes de fouilles en Égypte de 1906 à 1931. Il travailla pour le Metropolitan Museum of Art depuis le début de sa carrière, puis le dirigea de 1932 à 1939.

## Jeunesse et études
Herbert est le fils d'Alice (née Broom) et de William Crawford Winlock, lequel travaille à la Smithsonian Institution.
Il étudie l'égyptologie à Harvard sous la direction d'Albert Morton Lythgoe qui était alors conservateur d'art égyptien au musée des Beaux-Arts de Boston. Lythgoe remarque en Winlock un élève particulièrement prometteur, aussi, en 1905 l'invite-t-il à participer à des fouilles en Égypte, après qu'il eut obtenu sa licence l'année suivante.

## Œuvres (choisies)
- The Egyptian expedition ; New York : Metropolitan Museum of Art, 1909. (OCLC 81490120)
- The Egyptian expedition : the monastery of Epiphanios at Thebes ; New York : Metropolitan Museum of Art, 1915. (OCLC 81278509)
- The tomb of Senebtisi at Lisht ; A C Mace, Herbert E. Winlock, Grafton Elliot Smith ; New York : The Gilliss Press 1916. (OCLC 4443072)
- Ancient Egyptian kerchiefs ; New york : Metropolitan Museum of Art, 1916. (OCLC 81185569)
- Bas-reliefs from the temple of Rameses I at Abydos ; New York, 1921. (OCLC 385240)
- An Egyptian statuette from Asia Minor ; New York : Metropolitan Museum of Art, 1921. (OCLC 78163593)
- The Pharaoh of the Exodus ; New York : Metropolitan Museum of Art, 1922. (OCLC 80457717)
- The monastery of Epiphanius at Thebes. ; New York, 1926. (OCLC 3904006)
- The tomb of Queen Meryet-Amūn at Thebes ; New York : Metropolitan Museum of Art, Egyptian Expedition, 1932. (OCLC 3288611)
- The temple of Ramesses I at Abydos ; New York : Metropolitan Museum of Art, 1937. (OCLC 385237)
- Graffiti of the priesthood of the eleventh dynasty temples at Thebes ; Chicago : University of Chicago, 1941. (OCLC 43134543)
- Excavations at Deir el Bahri, 1911-1931 ; New York, Macmillan Co., 1942. (OCLC 414281)
- The slain soldiers of Neb-hep-et-Rê, Mentu-ḥotpe ; New York : The Metropolitan Museum of Art. 1945. (OCLC 13463283)

## Sources
- (en) « Introduction to Egyptian Art », Metropolitam Museum of Art (consulté le 15 mai 2007)
- (en) DCF, « Giants of Egyptology - Herbert E. Winlock », Egyptology.com, 1998 (consulté le 15 mai 2007)